# 佐橋嬉香
佐橋 嬉香（さはし きか、1995年10月24日 - ）は、日本のフリーアナウンサー。元福井テレビアナウンサー。
愛知県出身。血液型A型。

## 来歴・人物
滝高等学校、立教大学文学部文学科フランス文学専修卒業。大学時代はフランス文学を専攻しており、ラクロス部にマネージャーとして所属していた。
2019年に福井テレビに入社し、平日夕方のローカルニュース番組「福井テレビLive News」で、月曜日から木曜日のキャスターを担当している。
2024年4月末をもって福井テレビを退社した。 
同年5月9日、4月に結婚していたことを自身のInstagramで発表した。
中日ドラゴンズのファン。
2025年4月からは、FM福井で放送しているMorning Tuneの木曜日パーソナリティーを務めている。